# La Frontera (Chile)

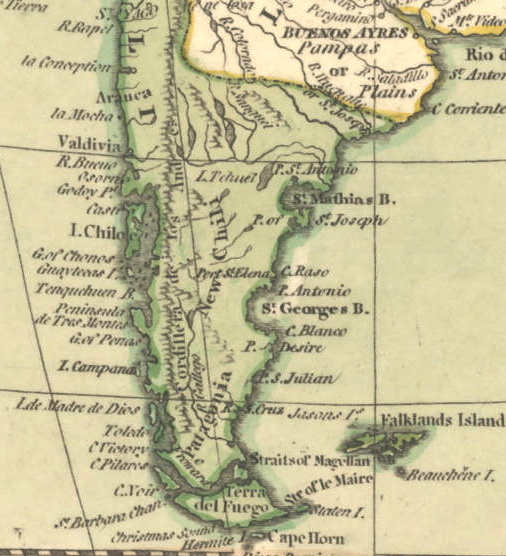
La frontera de Chile.

La Frontera, también conocida como frontera del Bío Bío, frontera mapuche o frontera araucana, históricamente fue la línea de ocupación (de facto) más avanzada de la capitanía general de Chile y después de la República de Chile ante las tierras defendidas por el pueblo mapuche (araucano). Situándose específicamente en el río Biobío de la actual provincia homónima.
Cuando en 1631 el gobernador Francisco Laso de la Vega concentró sus fuerzas a los pies del «Cerro Negrete», posiblemente el actual cerro Marimán, el fuerte ya aparece en las crónicas como algo del pasado. Diego Barros Arana dice: «El 20 de enero había reconcentrado una gran parte de su ejército en la ribera sur del Biobío, al pie del cerro de Negrete, donde los españoles habían tenido un fuerte, situado pocas leguas al oriente de la plaza de Nacimiento».
Desde el siglo XVI se construyeron fuertes militares en el área. En el siglo XVIII, el gobernador de Chile, José Manso de Velasco, ordenó la fundación de la villa de Los Ángeles.

## Sistemas de fuertes
La principal línea de defensa de los territorios ocupados por el Imperio español eran los fuertes, construcciones levantadas en puntos estratégicos, como las desembocaduras de ríos y montes. Los fuertes más importantes fueron:
- Fuerte de Nacimiento (considerado la última frontera)
- Los Ángeles
- Negrete
- Santa Bárbara
- San Pedro de la Paz, fundado por el gobernador Alonso de Ribera en 1604.
- Santa Juana de Guadalcázar, fundado por Luis Fernández de Córdoba y Arce el 8 de marzo de 1626.